# Conspiration de Cinq-Mars

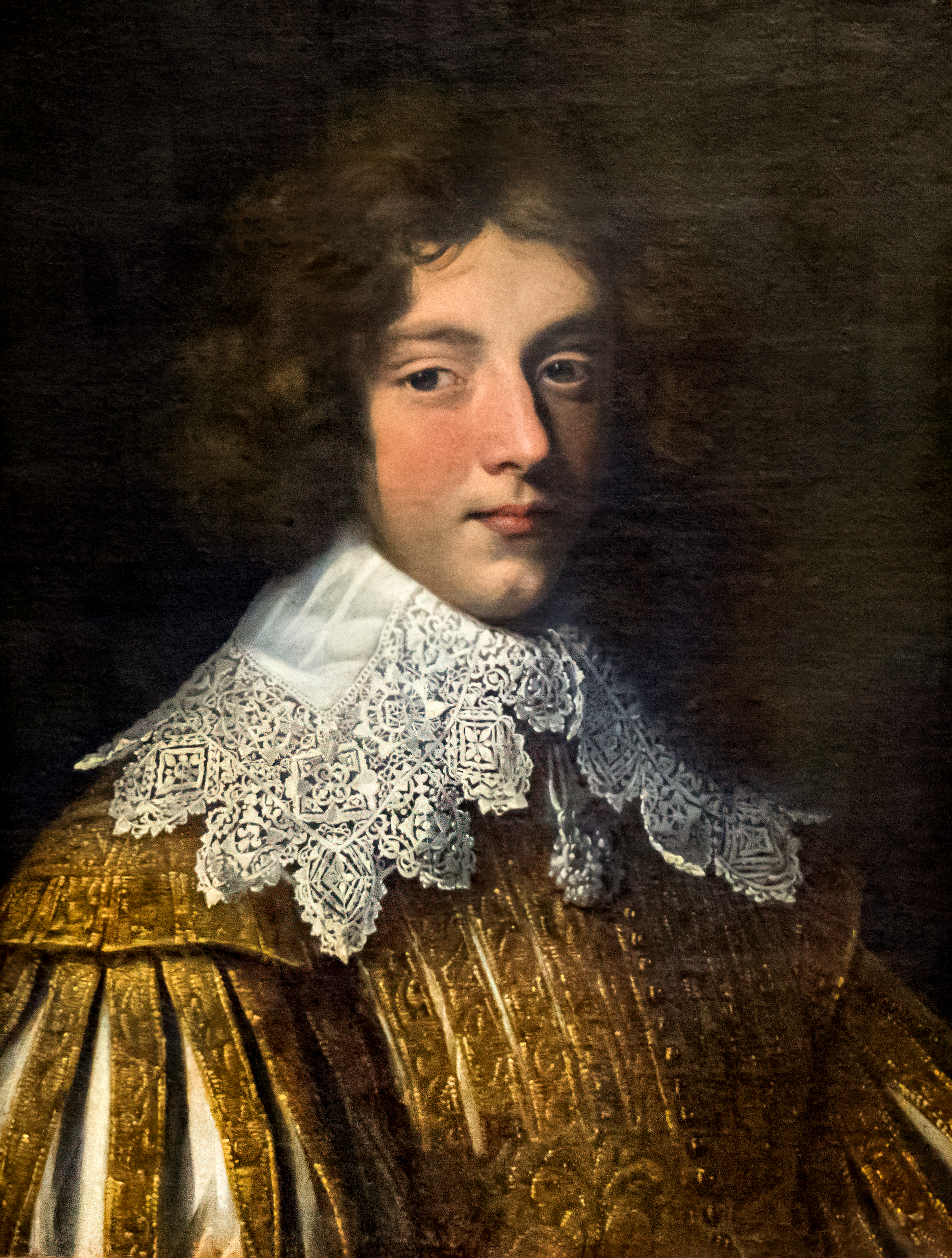
Portrait d'Henri Coiffier de Ruzé, Marquis de Cinq-Mars

La conspiration de Cinq-Mars, du nom de son instigateur, est une conspiration qui eut lieu en 1642 en France, et fut dirigée directement contre le cardinal de Richelieu, premier ministre de Louis XIII, et indirectement contre ce dernier, qui soutenait son ministre.
Dirigée par Henri Coiffier de Ruzé d'Effiat, marquis de Cinq-Mars, elle fut démasquée, et ses membres poursuivis et condamnés ou exilés. Ce fut la dernière conspiration active contre Richelieu, qui décéda à la fin de l'année.

## Histoire de la conspiration

### Origines

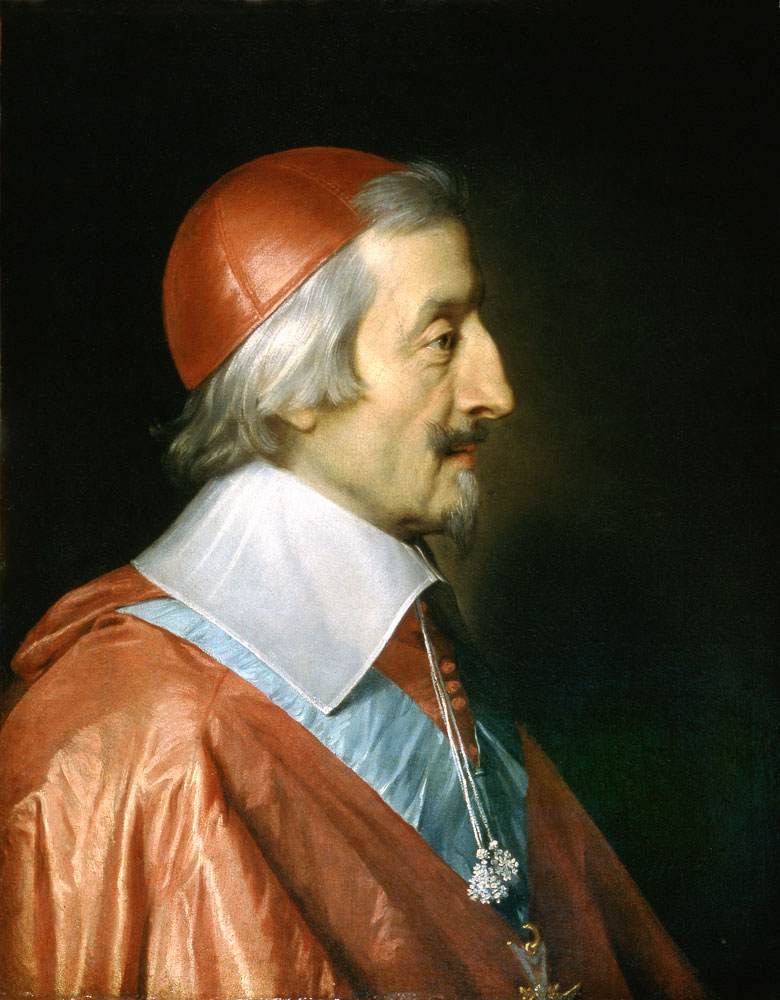
Le cardinal de Richelieu peint par Philippe de Champaigne, 1642.

La politique du cardinal de Richelieu vise à l'établissement définitif d'un pouvoir monarchique, et donne donc lieu à une lutte contre les grands féodaux, favorables à un pouvoir central faible. De nombreuses conspirations menées par la haute noblesse sont alors dirigées contre le ministre, comme la conspiration de Chalais, ou les prémices de la journée des Dupes. Le fait que le cardinal mène une guerre contre l'Espagne lui assure également l'hostilité de la reine Anne d'Autriche, sœur du roi d'Espagne Philippe IV.
Afin de s'assurer de garder les faveurs du roi, Richelieu cherche à affaiblir l'influence de madame de Hautefort, amie de la reine, sur Louis XIII. Il favorise donc l'introduction auprès du roi de Henri Coiffier de Ruzé d'Effiat, fils d'un ami proche du cardinal, en 1639. Le jeune homme devient rapidement le favori en titre : il est nommé grand maître de la garde-robe, premier écuyer puis grand écuyer de France. Mais cette fortune soudaine augmente son arrogance, et les devoirs de sa charge auprès du roi lui pèsent rapidement.
Lorsqu'il souhaite obtenir un duché-pairie, afin de s'assurer l'alliance avec Louise-Marie de Gonzague, princesse de Mantoue, bien au-dessus de son rang,, Richelieu et le roi s'opposent à son désir. Cinq-Mars en conçoit une forte rancune envers le cardinal.
La conspiration se déroule en pleine guerre de Trente Ans, guerre durant laquelle les alliances françaises sont favorables à la Suède et aux princes allemands protestants, aux dépens de l'Empire des Habsbourg et de ses alliés catholiques.

### Déroulement

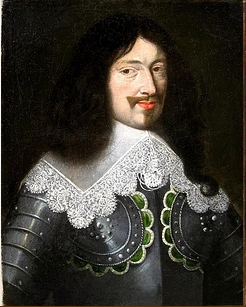
Louis XIII (attribué à Giusto Sustermans, XVII).

Cinq-Mars s'entend avec François-Auguste de Thou, un ami d'enfance, conseiller au Parlement, et tout aussi ennemi du cardinal, ayant entretenu une correspondance avec la duchesse de Chevreuse et inquiet du sort réservé à la reine. Le marquis de Fontrailles, et surtout Gaston de France, frère du roi, présents dans toutes les conspirations contre Richelieu, sont approchés ; Anne d'Autriche, la reine, et la duchesse de Chevreuse y sont peut-être également mêlées. Le prince de Sedan, qui avait participé l'année précédente à la bataille de la Marfée, et qui avait signé un traité échangeant sa soumission contre le commandement de l'armée d'Italie, est également des conjurés.
Le marquis prend également des contacts auprès de l'Espagne, qui doit lui assurer une force armée conséquente pour aider la conjuration. La rédaction d'un traité avec Philippe IV d'Espagne, en guerre avec la France depuis 1635, prévoit la restitution de toutes les places-fortes conquises par la France aux dépens de son pays, en échange d'une somme de 400 000 écus. De plus, Gaston s'engage à signer la paix avec l'Espagne à la place du roi, et abandonnera l'alliance avec la Suède et les princes allemands. Les Espagnols massent une armée de 12 000 fantassins, et 5 000 cavaliers, dans la région de Sedan pour intervenir aux côtés des conjurés, le prince de Sedan devant leur faciliter l'entrée en France. Fontrailles signe le traité pour Gaston, et d'Olivares pour l'Espagne.
En route vers le sud pour diriger la campagne de Roussillon contre l'Espagne, la Cour s'arrête à Lyon le 17 février 1642 ; les conjurés ont prévu de s'emparer de Richelieu, voire en dernier recours de le tuer. Mais, celui-ci se présente devant Cinq-Mars accompagné de son capitaine de gardes ; le marquis est intimidé et renvoie les conspirateurs. Pendant la campagne de Roussillon, alors que Richelieu, malade, demeure à Narbonne, la position de Cinq-Mars auprès du roi n'a jamais été aussi forte. Il joue au commandant en chef et ses partisans parlent ouvertement de délivrer le roi de la tyrannie de son Premier ministre.  
Une correspondance secrète du marquis, qui comprend une copie du traité avec l'Espagne, est interceptée par la police de Richelieu ; elle lui est remise alors qu'il se trouve à Arles, le 11 juin. Dès lors, la conspiration s'effondre : De Thou et Cinq-Mars sont arrêtés à Narbonne les 12 et 13 juin,, Cinq-Mars s'étant caché « chez une femme de mauvaise vie ».

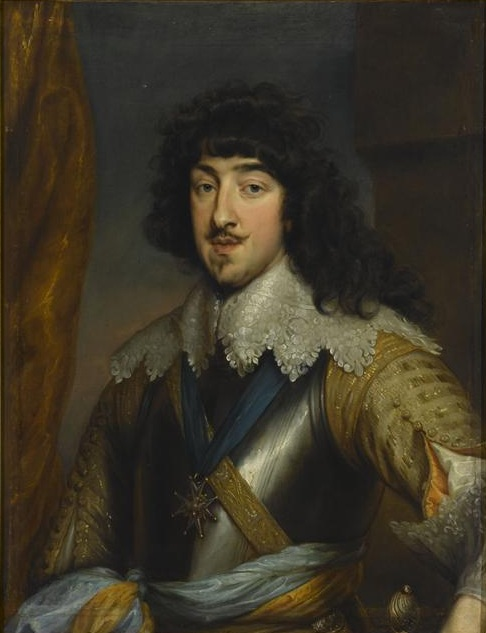
Gaston de France, duc d'Orléans
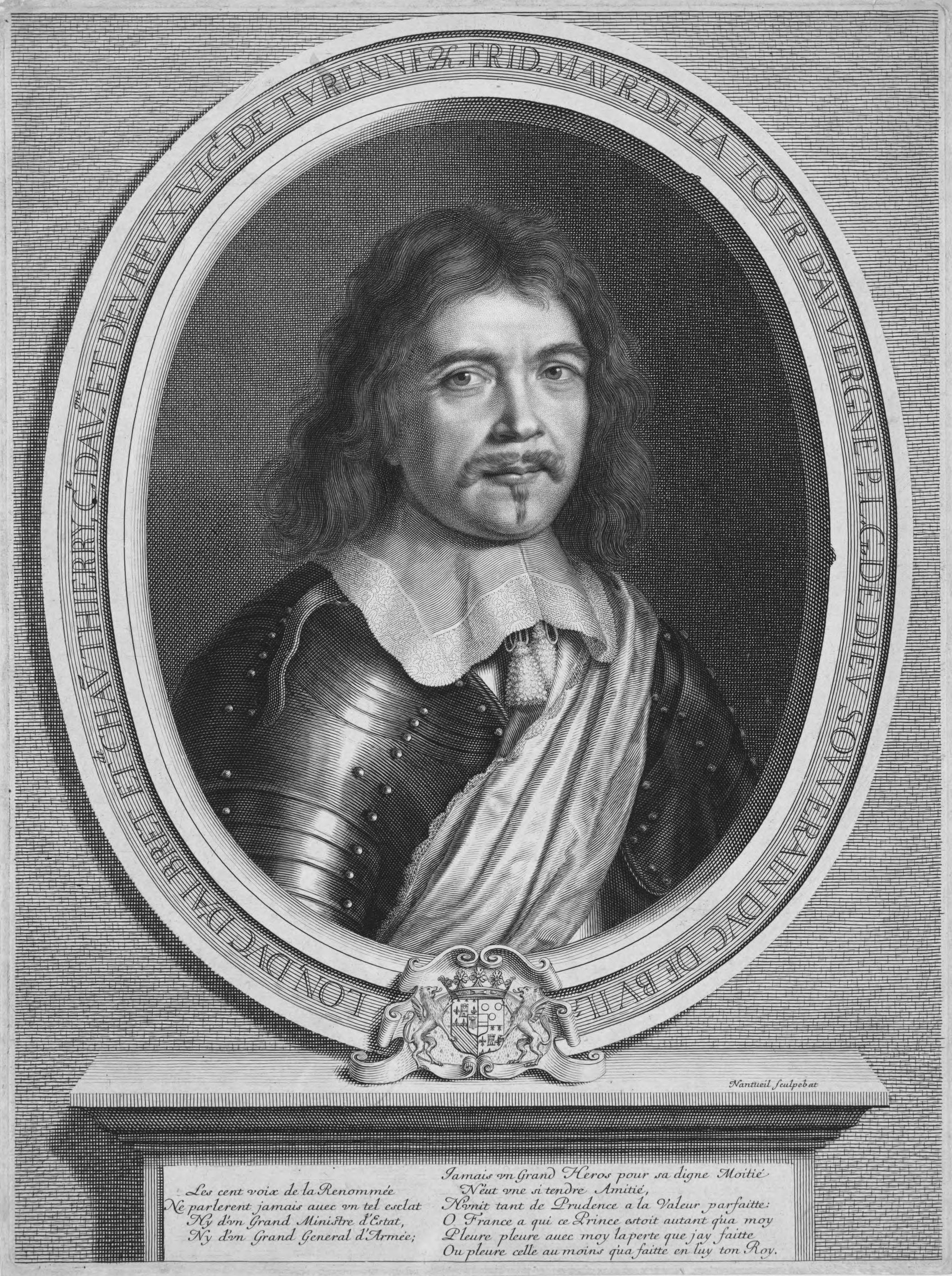
Le prince de Sedan
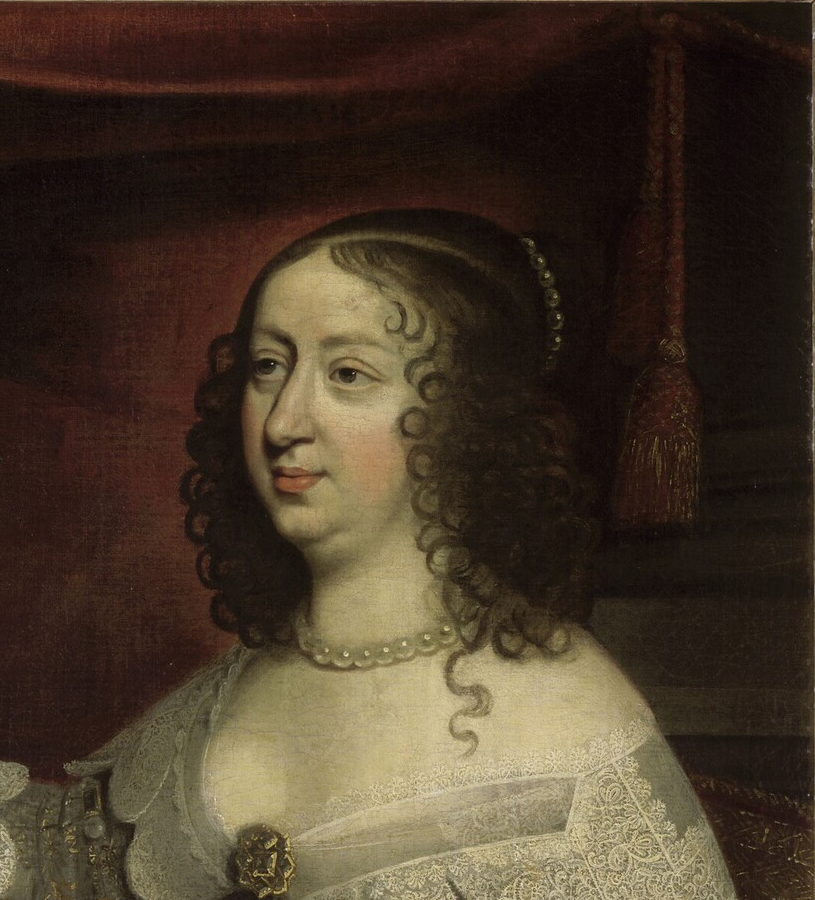
La reine Anne d'Autriche
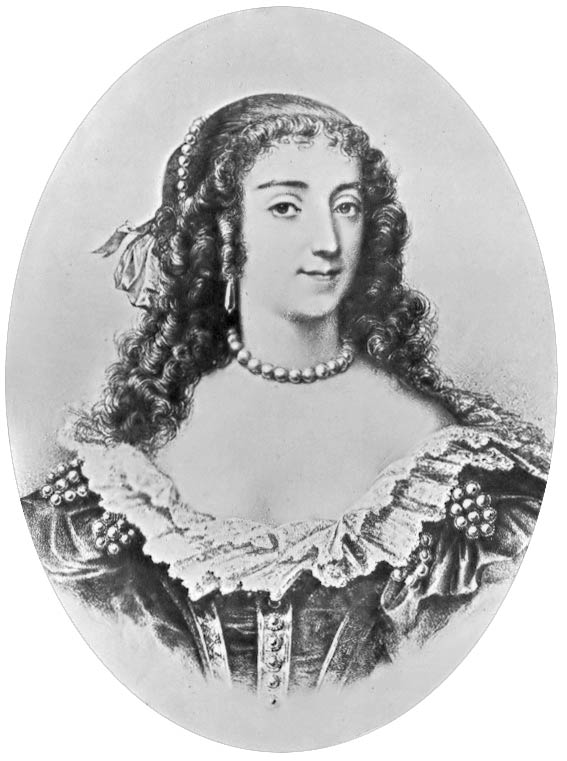
La duchesse de Chevreuse

### Devenir des conjurés

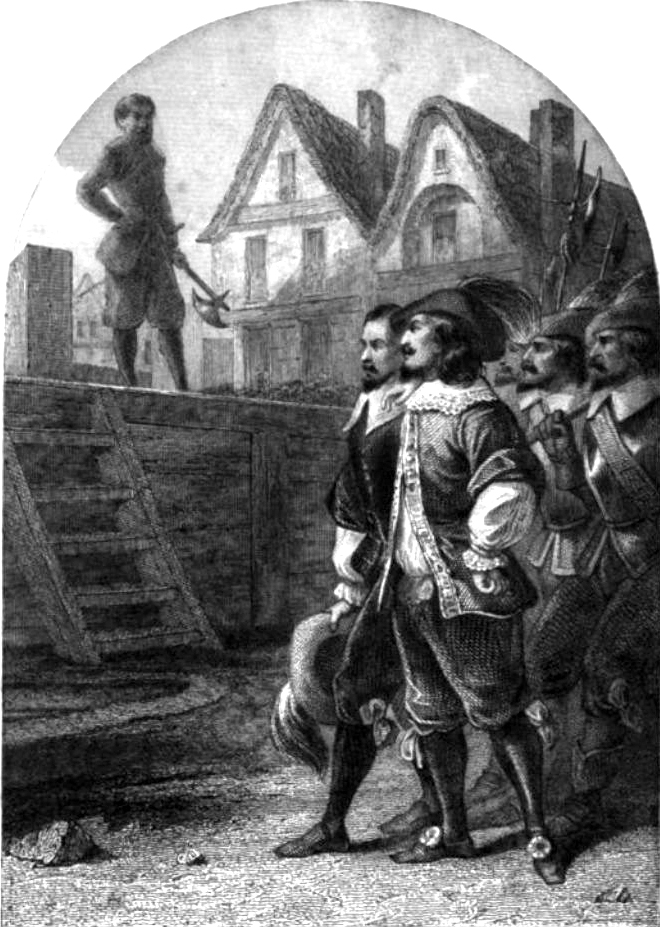
Cinq-Mars et De Thou au pied de l'échafaud (XIX).

Trahis dans leur confiance, Louis XIII et Richelieu font juger Cinq-Mars et de Thou à Lyon, le 6 septembre 1642, par une commission extraordinaire de 14 magistrats des Parlements de Paris et Grenoble sous la présidence du chancelier Pierre Séguier.
Le procès se déroule selon la procédure par commissaires, c'est-à-dire en soustrayant le procès à son tribunal ordinaire, ici le Parlement de Paris. Les accusés ne bénéficient ni d'avocat, ni de conseil ; ils sont privés de visites et le procès se déroule à huis clos. Gaston de France, voulant négocier son raccommodement, livre tous ses complices. Il avoue tout, notamment le traité avec l'Espagne.
Cinq-Mars, ayant conspiré avec un pays ennemi pendant la guerre, et de Thou, ayant eu connaissance de la conspiration dont il était le négociateur, sont condamnés à mort pour crime de lèse-majesté et décapités le 12 septembre 1642 sur la place des Terreaux. Comme pour le supplice de Chalais, on manqua de bourreau professionnel et on désigna un portefaix inexpérimenté. La double exécution tourna à la boucherie sous les clameurs indignées de la foule. Les derniers mots que Cinq-Mars prononce sur l'échafaud sont : « Ah ! Mon Dieu, qu'est-ce de ce monde ? ».
La mère d’Henri de Cinq-Mars, la maréchale d’Effiat, est exilée en Touraine. Son frère est privé de ses bénéfices d’abbé, et le château de famille rasé « à hauteur d’infamie »[source insuffisante]. 
Gaston de France est laissé hors de cause, mais le Parlement de Paris enregistre une déclaration le privant de ses droits à la régence.
Le prince de Sedan, arrêté alors qu'il commandait en Italie, est proche de laisser lui aussi sa tête dans l'histoire, compte tenu de sa récidive après la bataille de la Marfée. Mais l'aide de sa femme, Éléonore de Bergh, pousse le roi à temporiser : le prince doit échanger par traité, signé le 15 septembre 1642, les principautés de Sedan et Raucourt.
Le 4 décembre 1642, Richelieu décède, mais Louis XIII continue à suivre sa politique en nommant au conseil d'État le cardinal Mazarin, un des protégés du précédent ministre.

## Littérature et musique
- Alfred de Vigny, Cinq-Mars (roman historique, 1826).
- Pierre Merville et Jean-Pierre Tournemine, Louis XIII ou La conspiration de Cinq-Mars (drame historique en cinq actes, 1833)[11]
- Charles Gounod, Cinq-Mars (opéra, 1877)
- Barbara Strozzi, Sul Rodano severo (cantate, 1654)

## Cinéma et télévision
- Émission "La caméra explore le temps" : La Conjuration de Cinq-Mars (1962) de Guy Lessertisseur et Alain Decaux, avec Guy Moigne (Cinq-Mars), Pierre Asso (Richelieu) et Jean-Pierre Marielle (Louis XIII)
- Téléfilm français Cinq Mars (1981) de Jean-Claude Brialy, avec Paul Blain dans le rôle de Cinq-Mars
- Téléfilm français Richelieu, la Pourpre et le Sang (2014) de Henri Helman, avec Pierre Boulanger dans le rôle de Cinq-Mars